# ضريح محمد قريشي غزنك
ضريح محمد قريشي غزنك (بالفارسية: آرامگاه محمد قریشی گزنک) هو ضريح تاريخي يعود إلى القاجاريون، ويقع في مقاطعة أمل.